# Thomas Delahanty
Thomas Delahanty, né en 1935, est un policier américain connu pour être l'une des victimes non mortelles de la tentative d'assassinat de Ronald Reagan du 30 mars 1981. Maître-chien dans le district du centre-ville de Washington, Delahanty est rendu disponible pour d'autres missions de police dans la ville à la suite de la maladie de son chien policier, atteint de dirofilariose. Sa femme Jean apprend l'incident de son mari en regardant la couverture médiatique de la fusillade à la télévision. Touché à l'arrière de la nuque par la deuxième balle de John Warnock Hinckley, Jr., les médecins décident dans un premier temps de lui laisser dans le corps la balle qu'il a reçue. Les protocoles des services secrets stipulent alors qu'un agent ne tourne jamais le dos à une foule quand le Président est là mais Delehanty n'ayant pas suivi cette formation, il se tourne et n'est pas touché à la gorge mais à la nuque. Après l'analyse balistique révélant la dangerosité et la spécificité de la balle, il est opéré le 2 avril à 21 h pendant deux heures et demie par le docteur Howard Champion.